# Tupolev Tu-98
Le Tupolev Tu-98 est un bombardier soviétique supersonique qui est resté à l'état de prototype.

## Conception
L'OKB Tupolev envisage dès 1949 de réaliser un bombardier supersonique. Avec l'aide du TsAGI, les caractéristiques des avions futurs sont définies : voilure en flèche, types de moteurs, aérodynamique dans son ensemble, matériaux. En 1952, le bureau d'étude lance simultanément trois projets d'appareils supersoniques, le premier d'entre eux porte le nom d'« avion 98 » et le numéro de projet 5201. Le 17 mai 1954, l'arrêté no 683-301 du Conseil des Ministres autorise l'OKB à construire et tester l'« avion 98 » dont la conception est pratiquement prête. En novembre, l'usine no 156 commence l'assemblage du premier avion destiné aux essais en vol. À la fin du mois de février 1955, les turboréacteurs AL-7F sont enfin terminés, les essais dynamiques commencent et, le 7 septembre, le Tu-98 prend l'air avec à son bord le pilote d'essai V. Kovalev et le navigateur K. Malhasian.

## Les essais en vol et l'abandon du projet
Les tests durent jusqu'en 1959, pendant lesquels l'avion atteint la vitesse de 1 238 km/h. Le Tu-98 aurait dû participer au meeting aérien de Touchino en 1957 mais ce meeting n'aura pas lieu. En dépit de ses performances, on décide d'arrêter le programme, c'est là qu'on a l'idée de transformer le Tu-98 en banc d'essai pour l'emport du missile K-80. La machine renommée Tu-98LL (« летающия лаборатория », « Letayouchia Laboratoria », « laboratoire volant ») effectue son dernier vol le 21 novembre 1960. À l'atterrissage, le pilote abîme l'avion qui n'est pas réparé. On le remplace par le Tu-104. 

### Développement lié
- Tupolev Tu-22
- Tupolev Tu-128